# Impulsor helicoidal de doble capa
Un impulsor helicoidal de doble capa (en inglés Helicon Double Layer Thruster o HDLT) es un propulsor iónico electrónico para viajar por espacio, inventado a finales de 2005 por científicos de la Universidad Nacional de Australia y que está previsto que se ponga a prueba por la Agencia Espacial Europea.
El sistema utiliza la energía solar para crear un campo magnético a través del que pasa el hidrógeno, provocando una corriente de plasma que propulsa la nave. No necesita partes móviles, ni electrodos, y parte de un fenómeno físico. Si las pruebas europeas ofrecen resultados favorables, el impulsor helicoidal de doble capa podría empezar a aplicarse en viajes espaciales en 2010 o 2015.